# Dương Hữu Miên
Dương Hữu Miên (1912 – 1954), bí danh Chính Tâm, là một chỉ huy quân sự của Quân đội nhân dân Việt Nam trong kháng chiến chống Pháp.

## Thân thế
Dương Hữu Miên quê ở làng Bảo Châu, xã Quảng Châu, huyện Tiên Lữ, nay thuộc thành phố Hưng Yên, tỉnh Hưng Yên (một thời gian là huyện Phù Tiên, tỉnh Hải Hưng). Trước năm 1945, ông đi lính khố xanh, được thăng đến chức Quản cơ.
Sau sự kiện Nhật đảo chính Pháp, ông được thăng làm Chỉ huy trưởng Bảo an binh tỉnh Thái Bình. Khi đó phong trào Việt Minh đang lên. Do được một cán bộ Việt Minh là Phiếm (cán sự Việt Minh tỉnh Thái Bình) tiến hành vận động, ông chuyển cho cách mạng 50 khẩu súng. Trong Tổng khởi nghĩa tháng Tám năm 1945, ông đưa toàn bộ lực lượng Bảo an binh, cảnh sát gia nhập lực lượng Việt Nam Giải phóng quân (sau đó đổi thành Vệ quốc đoàn).

## Chỉ huy mặt trận Hải-Kiến
Tháng 4 năm 1946, ông được kết nạp vào Đảng Cộng sản Đông Dương.
Năm 1946, ông lần lượt làm các chức vụ từ Đại đội trưởng đến Tiểu đoàn trưởng, rồi Tham mưu trưởng Liên quân Tiếp phòng Hải Dương. Cuối năm, ông được điểu về Hải Phòng làm Phó Trung đoàn trưởng Trung đoàn 41 (sau là Trung đoàn 42 nổi tiếng), Ủy viên Ủy ban bảo vệ thành phố Hải Phòng (bao gồm Đinh Thịnh, Nguyễn Văn Kha, Vũ Quốc Uy, Trần Thành Ngọ, Dương Hữu Miên).
Năm 1947, ông được bổ nhiệm giữ chức Trung đoàn trưởng Trung đoàn 42 thay Đinh Thịnh. Đồng thời là Chỉ huy trưởng Mặt trận Hải-Kiến, Chủ tịch Ủy ban bảo vệ thành phố Hải Phòng. Ngày 25 tháng 1 năm 1948, trước yêu cầu của mặt trận, Chủ tịch nước Hồ Chí Minh ký sắc lệnh 120/SL thành lập Liên khu III gồm các tỉnh đồng bằng sông Hồng. Dương Hữu Miên chỉ huy Trung đoàn 42 là một trong những Trung đoàn quan trọng đứng chân ở đồng bằng Bắc Bộ.

## Chỉ huy trưởng đường 5
Đường số 5 là nơi giành giật ác liệt giữa Việt Nam Dân chủ Cộng hòa và Pháp. Tháng 2 năm 1948, thực hiện chủ trưởng của Bộ Tổng Chỉ huy Quân đội Quốc gia và dân quân tự vệ, Mặt trận đường 5 được thành lập do Dương Hữu Miên làm Chỉ huy trưởng, Nguyễn Năng Hách (Chủ tịch Ủy ban Hành chính tỉnh Hải Dương) làm Chính ủy, Đặng Tính (Liên khu ủy viên) là Bí thư Đảng ủy. Mặt trận 5 mở liên tiếp hai cuộc Tổng công kích đường 5 vào tháng 5 và tháng 10 năm 1948. Dưới sự chỉ huy của Dương Hữu Miên, đường số 5 nối Hà Nội-Hải Phòng đã trở thành con đường khủng khiếp với quân Pháp.
Tháng 5 năm 1952, Chính phủ Việt Nam Dân chủ Cộng hòa quyết định tách Liên khu III thành hai khu: Tả Ngạn và Hữu Ngạn sông Hồng. Khu Tả Ngạn do nguyên Chính ủy kiêm Tư lệnh Liên khu III Đỗ Mười làm Bí thư kiêm Chủ tịch Ủy ban Kháng chiến Hành chính. Khu ủy quyết định lập Mặt trận Tả Ngạn, Đảng ủy mặt trận gồm Đỗ Mười, Văn Tiến Dũng, Nguyễn Khai, Dương Hữu Miên. Ông được giao nhiệm vụ chỉ huy trưởng Mặt trận đường 5, Chỉ huy phó Khu Tả ngạn.
Tháng 5 năm 1954 sau chiến thắng Điện Biên Phủ, Quân đội nhân dân Việt Nam nhân đà thắng lợi nhanh chóng tiến công làm chủ hầu hết đồng bằng Bắc Bộ. Ông tham gia chỉ huy nhiều trận chiến. Ngày 1 tháng 7, khi đang làm nhiệm vụ đi nghiên cứu chiến trường, ông nhận lệnh trở về chiến khu. Rạng sáng ngày 2 tháng 7, trên đường đi, ông trúng mai phục của quân Pháp và hy sinh.

## Ghi công
Với những công lao to lớn đóng góp cho kháng chiến, liệt sĩ Dương Hữu Miên đã được nguyên Tổng Bí thư Đỗ Mười tặng 8 chữ vàng: Trung thành, Dũng cảm, Mưu lược, Nhân hậu.
Năm 2011 Hội đồng nhân dân Thành phố Hưng Yên lấy tên ông đặt cho một con đường tại xã Quảng Châu, Thành phố Hưng Yên.

## Nhận định
- Suốt thời gian kháng chiến chống Pháp ông hoạt động liên tục trong vùng địch hậu đầy khó khăn, gian khổ, hy sinh và chính chiến trường này bộc lộ phẩm chất cách mạng, tài năng của một vị chỉ huy quân sự cách mạng[2]
- ... Đồng chí tỏ rõ lòng trung thành tuyệt đối với Đảng và sự nghiệp cách mạng của dân tộc. Đồng chí là người chỉ huy có bản lĩnh, trong tình huống nào cũng bình tĩnh, sáng suốt, gan dạ và quyết tâm, có ý thức tổ chức kỷ luật cao, sống chan hòa với cán bộ, chiến sĩ, có nghị lực khắc phục khó khăn cả trong công tác và sinh hoạt. (Tổng bí thư, Thủ tướng Đỗ Mười)[2]